# Phyllosticta typhina
Phyllosticta typhina är en svampart som beskrevs av Sacc. & Malbr. 1880. Phyllosticta typhina ingår i släktet Phyllosticta och familjen Botryosphaeriaceae.   Inga underarter finns listade i Catalogue of Life.